# Piri & Tommy
Piri & Tommy es un grupo inglés de drum and bass, formado en 2021. El grupo está formado por Sophie «Piri» McBurnie y Tommy Villiers. La pareja se ubicó en el número 99 en la lista de sencillos del Reino Unido con su sencillo «On & On». Lanzaron su mixtape debut Froge.mp3 en octubre de 2022.

## Historia
McBurnie y Villiers se conocieron por primera vez en 2021 a través de Instagram cuando McBurnie encontró la cuenta de Villiers, le envió un mensaje y luego comenzaron a salir a citas. Luego formaron el grupo después de hablar sobre su amor compartido por artistas de la danza como Disclosure y Kaytranada. Su primer sencillo «Soft Spot» recibió más de 18 millones de reproducciones en Spotify. Otros sencillos incluyen «On & On», así como «Beachin». Estos luego se convirtieron en los tres sencillos de su mixtape debut froge.mp3, que lanzaron en octubre de 2022. Actuaron en el Reading Festival de 2022, y más tarde firmaron con Polydor Records. En noviembre de 2022, Piri & Tommy lanzaron una versión de la canción «Unlock It» de Charli XCX, que se hizo popular en TikTok con un baile de acompañamiento. Piri & Tommy también fueron anunciados como nominados al Sound of 2023 de BBC Radio 1 en diciembre de 2022, junto con otros artistas como Dylan, Cat Burns y Flo. En enero de 2023, McBurnie anunció a través de TikTok que ella y Villiers se habían separado como pareja sentimental. La separación recibió cobertura de Capital Dance, con Piri afirmando en otro video que los dos seguirán haciendo música juntos.

## Estilo e influencias musicales
Los críticos clasificaron la música de la banda como drum and bass, pop, y dance.
McBurnie ha declarado que creció con artistas como Arctic Monkeys, sin embargo, su inspiración actual proviene principalmente de Disclosure, M. J. Cole y PinkPantheress. Villiers enumera a Red Hot Chili Peppers, The Meters, Ed Rush y Lemon Jelly como algunos artistas con los que creció escuchando, pero dice que se inspira actualmente en Disclosure y Kaytranada.

## Discografía

### Mixtapes
- Froge.mp3 (2022)

### Sencillos
| Título         | Año  | Álbum              |
| -------------- | ---- | ------------------ |
| «It's a Match» | 2021 | Sencillo sin álbum |
| «Soft Spot»    | 2021 | froge.mp3          |
| «Beachin»      | 2022 | froge.mp3          |
| «Words»        | 2022 | froge.mp3          |
| «On & On»      | 2022 | froge.mp3          |
| «Unlock It»    | 2022 | Sencillo sin álbum |